# Società Sportiva Lazio 1971-1972
Questa voce raccoglie le informazioni riguardanti la Società Sportiva Lazio nelle competizioni ufficiali della stagione 1971-1972.

## Stagione
Nella stagione 1971-1972, la Lazio disputa il campionato di Serie B, nel quale, con 49 punti, ottiene il secondo posto, venendo così promossa in Serie A. Il torneo lo vince la Ternana, con 50 punti, mentre il Palermo conclude la stagione al terzo posto, con 48 punti: anche queste due squadre salgono nella massima serie insieme ai laziali. Retrocedono in Serie C il Livorno, con 26 punti, il Sorrento, con 25 punti, e il Modena, con 22 punti.

Da sinistra: il numero nove Giorgio Chinaglia – capocannoniere del campionato di Serie B –, il tecnico Tommaso Maestrelli e Alessandro Abbondanza, tra i protagonisti della promozione laziale in Serie A.

La Lazio si riprende subito la Serie A grazie a un attacco super che, con 48 reti realizzate, risulta il migliore del torneo cadetto. L'attaccante Giorgio Chinaglia, con 21 reti, è di gran lunga il miglior realizzatore del campionato: al secondo posto si piazza Mauro Listanti del Cesena, con 14 centri. Il bomber Chinaglia realizza cinque reti anche in Coppa Italia, portando il suo bottino stagionale a 26 centri. Anche un altro calciatore biancoceleste raggiunge la doppia cifra: si tratta di Giuseppe Massa, che realizza dodici reti in campionato e una in Coppa Italia. In campionato, la squadra capitolina occupa costantemente i primi posti della classifica, anche se la certezza della promozione arriva solo all'ultima giornata, con il pareggio a reti bianche di Bari.
In Coppa Italia, le Aquile vincono il girone 6 di qualificazione, eliminando anche la Roma, ma nel girone finale B cedono il passo al Napoli che invano contenderà la vittoria finale al Milan, che vince per la seconda volta nella sua storia questo trofeo.

## Organigramma societario
Area direttiva
- Presidente: Umberto Lenzini

Area tecnica
- Direttore sportivo: Antonio Sbardella
- Allenatore: Tommaso Maestrelli
- Allenatore in seconda: Roberto Lovati

## Rosa
| N. |                   | Ruolo | Calciatore          |
| -- | ----------------- | ----- | ------------------- |
|    | Italia (bandiera) | P     | Claudio Bandoni     |
|    | Italia (bandiera) | P     | Rosario Di Vincenzo |
|    | Italia (bandiera) | P     | Avelino Moriggi     |
|    | Italia (bandiera) | D     | Alberto Caroletta   |
|    | Italia (bandiera) | D     | Mario Facco         |
|    | Italia (bandiera) | D     | Gaetano Legnaro     |
|    | Italia (bandiera) | D     | Luigi Martini       |
|    | Italia (bandiera) | D     | Giancarlo Oddi      |
|    | Italia (bandiera) | D     | Giuseppe Papadopulo |
|    | Italia (bandiera) | D     | Luigi Polentes      |
|    | Italia (bandiera) | D     | Giuseppe Wilson     |
|    | Italia (bandiera) | C     | Vincenzo D'Amico    |
|    | Italia (bandiera) | C     | Arrigo Dolso        |
|    | Italia (bandiera) | C     | Rino Gritti         |

| N. |                   | Ruolo | Calciatore            |
| -- | ----------------- | ----- | --------------------- |
|    | Italia (bandiera) | C     | Pierpaolo Manservisi  |
|    | Italia (bandiera) | C     | Giuseppe Massa        |
|    | Italia (bandiera) | C     | Domenico Masuzzo      |
|    | Italia (bandiera) | C     | Giambattista Moschino |
|    | Italia (bandiera) | C     | Franco Nanni          |
|    | Italia (bandiera) | A     | Alessandro Abbondanza |
|    | Italia (bandiera) | A     | Umberto Catarci       |
|    | Italia (bandiera) | A     | Giorgio Chinaglia     |
|    | Italia (bandiera) | A     | Francesco Cinquepalmi |
|    | Italia (bandiera) | A     | Carlo Facchin         |
|    | Italia (bandiera) | A     | Costantino Fava       |
|    | Italia (bandiera) | A     | Giuliano Fortunato    |
|    | Italia (bandiera) | A     | Massimo Vulpiani      |

## Calciomercato

### Sessione estiva
| Acquisti | Acquisti            | Acquisti    | Acquisti      |
| R.       | Nome                | da          | Modalità      |
| -------- | ------------------- | ----------- | ------------- |
| P        | Claudio Bandoni     | Fiorentina  | definitivo    |
| P        | Andrea Chini        | Alessandria | fine prestito |
| D        | Ivan Chiossi        | Parma       | fine prestito |
| D        | Luigi Martini       | Livorno     | definitivo    |
| D        | Giancarlo Oddi      | Massese     | fine prestito |
| C        | Claudio Di Pucchio  | Alessandria | fine prestito |
| C        | Rino Gritti         | Lecco       | prestito      |
| C        | Ovidio Michelin     | Anconitana  | fine prestito |
| A        | Giancarlo Bellisari | Anconitana  | fine prestito |
| A        | Claudio Di Pucchio  | Alessandria | fine prestito |
| A        | Costantino Fava     | Parma       | fine prestito |
| A        | Luigi Pazzelli      | Alessandria | fine prestito |
| A        | Gaetano Stellone    | Messina     | fine prestito |

| Cessioni | Cessioni             | Cessioni    | Cessioni      |
| R.       | Nome                 | a           | Modalità      |
| -------- | -------------------- | ----------- | ------------- |
| P        | Michelangelo Sulfaro | Fiorentina  | prestito      |
| D        | Giuliano Andreuzza   | Genoa       | fine prestito |
| C        | Bruno Chinellato     | Lecco       | definitivo    |
| C        | Nello Governato      | Savona      | definitivo    |
| C        | Guido Magherini      | Milan       | fine prestito |
| C        | Rino Marchesi        | Prato       | definitivo    |
| C        | Mario Marchetti      | Romulea     | definitivo    |
| C        | Ferruccio Mazzola    | Fiorentina  | prestito      |
| A        | Giancarlo Bellisari  | Anconitana  | definitivo    |
| A        | Claudio Di Pucchio   | Alessandria | definitivo    |
| A        | Juan Carlos Morrone  | Foggia      | definitivo    |
| A        | Mario Tomy           | Brindisi    | definitivo    |

### Sessione autunnale
| Acquisti | Acquisti              | Acquisti  | Acquisti   |
| R.       | Nome                  | da        | Modalità   |
| -------- | --------------------- | --------- | ---------- |
| C        | Giambattista Moschino | Verona    | definitivo |
| A        | Alessandro Abbondanza | Napoli    | prestito   |
| A        | Carlo Facchin         | ALMAS     | definitivo |
| A        | Manlio Morera         | Viterbese | definitivo |

| Cessioni | Cessioni              | Cessioni     | Cessioni     |
| R.       | Nome                  | a            | Modalità     |
| -------- | --------------------- | ------------ | ------------ |
| P        | Andrea Chini          | Palestrina   | prestito     |
| P        | Avelino Moriggi       | Arezzo       | prestito     |
| D        | Roberto Barbieri      | Palestrina   | prestito     |
| D        | Andera Carratoni      | Viterbese    | prestito     |
| D        | Alberto Caroletta     | Salernitana  | prestito     |
| D        | Ivan Chiossi          | VJS Velletri | prestito     |
| D        | Roberto Vitangeli     | Sora         | prestito     |
| C        | Daniele Celli         | Palestrina   | prestito     |
| C        | Enrico Concari        | Cosenza      | comproprietà |
| C        | Arrigo Dolso          | Varese       | prestito     |
| C        | Luigi Ferioli         | Cosenza      | prestito     |
| C        | Temistocle Forti      | Palestrina   | prestito     |
| C        | Pierpaolo Manservisi  | Napoli       | prestito     |
| C        | Maurizio Papi         | Sora         | prestito     |
| A        | Francesco Cinquepalmi | Termoli      | prestito     |
| A        | Costantino Fava       | Prato        | comproprietà |
| A        | Adone Mariotti        | Palestrina   | prestito     |
| A        | Gaetano Stellone      | Barletta     | prestito     |
| A        | Massimo Vulpiani      | Alessandria  | prestito     |

## Risultati

### Serie B

#### Girone di andata
| Arbitro: | Panzino (Catanzaro) |

|               |           |  |
| Chinaglia 19’ | Marcatori |  |

| Arbitro: | Casarin (Milano) |

|             |           |  |
| Marinai 55’ | Marcatori |  |

| Arbitro: | Carminati (Milano) |

|                                                                    |           |                           |
| Chinaglia 34’ (rig.) Veschetti 49’ (aut.) Massa 54’, 69’ Dolso 59’ | Marcatori | 7’ Picat Re 84’ Udovicich |

| Arbitro: | Gialluisi (Barletta) |

|          |           |  |
| Festa 4’ | Marcatori |  |

| Arbitro: | Cantelli (Firenze) |

|                                |           |                   |
| Chinaglia 46’ (rig.), 63’, 74’ | Marcatori | 50’ (aut.) Wilson |

| Arbitro: | Trinchieri (Reggio Emilia) |

|  |           |                      |
|  | Marcatori | 38’ (rig.) Chinaglia |

| Arbitro: | Lazzaroni (Milano) |

|                                        |           |                             |
| Incerti 13’ (rig.) Polentes 50’ (aut.) | Marcatori | 9’ Abbondanza 40’ Chinaglia |

| Arbitro: | Branzoni (Pavia) |

|                                |           |                  |
| Massa 20’ Chinaglia 49’ (rig.) | Marcatori | 47’, 72’ Ferrari |

| Arbitro: | Frasso (Capua) |

|                        |           |  |
| Massa 6’ Chinaglia 10’ | Marcatori |  |

| Arbitro: | Motta (Monza) |

|                     |           |  |
| Vignando 72’ (rig.) | Marcatori |  |

| Arbitro: | Torelli (Milano) |

|  |           |           |
|  | Marcatori | 58’ Massa |

| Arbitro: | Ciacci (Firenze) |

|                |           |  |
| Abbondanza 37’ | Marcatori |  |

| Arbitro: | Reggiani (Bologna) |

|                                                       |           |               |
| Chinaglia 31’ Abbondanza 44’ Moschino 73’ Facchin 75’ | Marcatori | 88’ Innocenti |

| Taranto 26 dicembre 1971 14ª giornata | Taranto         | 0 – 0 referto | Lazio | Stadio Salinella\| Arbitro: \| Giunti (Arezzo) \| |
| Arbitro:                              | Giunti (Arezzo) |               |       |                                                   |

| Modena 2 gennaio 1972 15ª giornata | Modena         | 0 – 0 referto | Lazio | Stadio Alberto Braglia\| Arbitro: \| Trono (Torino) \| |
| Arbitro:                           | Trono (Torino) |               |       |                                                        |

| Arbitro: | Branzoni (Pavia) |

|                           |           |                |
| Martini 39’ Chinaglia 34’ | Marcatori | 44’ G. Merighi |

| Arbitro: | Cantelli (Firenze) |

|            |           |  |
| Pavone 60’ | Marcatori |  |

| Arbitro: | Panzino (Catanzaro) |

|                               |           |  |
| Chinaglia 9’ (rig.) Massa 86’ | Marcatori |  |

| Arbitro: | Ciacci (Firenze) |

|           |           |          |
| Massa 74’ | Marcatori | 81’ Fara |

#### Girone di ritorno
| Arbitro: | Campanini (Finale Emilia) |

|                                        |           |  |
| Cagni 14’ Nardoni 35’, 69’ Guerini 78’ | Marcatori |  |

| Arbitro: | Monti (Ancona) |

|                      |           |                  |
| Chinaglia 69’ (rig.) | Marcatori | 10’ R. Marchetti |

| Arbitro: | Reggiani (Bologna) |

|               |           |  |
| Grossetti 83’ | Marcatori |  |

| Arbitro: | Lazzaroni (Milano) |

|                  |           |              |
| Berni 51’ (aut.) | Marcatori | 40’ Listanti |

| Arbitro: | Toselli (Cormons) |

|                     |           |           |
| Vallongo 21’ (rig.) | Marcatori | 68’ Massa |

| Arbitro: | Moretto (San Donà di Piave) |

|                              |           |  |
| Abbondanza 60’ Chinaglia 77’ | Marcatori |  |

| Arbitro: | Branzoni (Pavia) |

|                              |           |  |
| Chinaglia 21’ Abbondanza 89’ | Marcatori |  |

| Palermo 2 aprile 1972 27ª giornata | Palermo          | 0 – 0 referto | Lazio | Stadio La Favorita\| Arbitro: \| Torelli (Milano) \| |
| Arbitro:                           | Torelli (Milano) |               |       |                                                      |

| Monza 9 aprile 1972 28ª giornata | Monza               | 0 – 0 referto | Lazio | Stadio Gino Alfonso Sada\| Arbitro: \| Panzino (Catanzaro) \| |
| Arbitro:                         | Panzino (Catanzaro) |               |       |                                                               |

| Arbitro: | Gonella (Torino) |

|           |           |  |
| Massa 46’ | Marcatori |  |

| Arbitro: | Porcelli (Lodi) |

|                                          |           |            |
| Facco 10’ Massa 29’ Chinaglia 31’ (rig.) | Marcatori | 62’ Blasig |

| Arbitro: | Ciacci (Firenze) |

|              |           |                     |
| Bonfanti 88’ | Marcatori | 53’, 69’ Abbondanza |

| Arbitro: | Branzoni (Pavia) |

|             |           |  |
| Morello 22’ | Marcatori |  |

| Arbitro: | Giunti (Arezzo) |

|           |           |                       |
| Massa 21’ | Marcatori | 28’ (aut.) Abbondanza |

| Arbitro: | Bianchi (Firenze) |

|                                  |           |            |
| Chinaglia 28’ (rig.), 29’ (rig.) | Marcatori | 22’ Vecchi |

| Arbitro: | Ciacci (Firenze) |

|                  |           |               |
| Fazzi 57’ (rig.) | Marcatori | 17’ Chinaglia |

| Arbitro: | Moretto (San Donà di Piave) |

|                         |           |  |
| Massa 45’ Chinaglia 48’ | Marcatori |  |

| Arbitro: | Giunti (Arezzo) |

|  |           |                          |
|  | Marcatori | Gritti 29’ Chinaglia 30’ |

| Bari 18 giugno 1972 38ª giornata | Bari              | 0 – 0 referto | Lazio | Stadio della Vittoria\| Arbitro: \| Toselli (Cormons) \| |
| Arbitro:                         | Toselli (Cormons) |               |       |                                                          |

### Coppa Italia

#### Primo turno
| Arbitro: | Picasso (Chiavari) |

|               |           |  |
| Chinaglia 50’ | Marcatori |  |

| Bergamo 5 settembre 1971 2ª giornata | Atalanta       | 0 – 0 | Lazio | Stadio Comunale\| Arbitro: \| Trono (Torino) \| |
| Arbitro:                             | Trono (Torino) |       |       |                                                 |

| Arbitro: | Gialluisi (Barletta) |

|           |           |                                  |
| Volpi 59’ | Marcatori | 9’, 76’ Chinaglia 71’ Manservisi |

| 12 settembre 1971 4ª giornata |  | – Turno di riposo LAZIO |  |  |

| Arbitro: | Monti (Ancona) |

|                     |           |  |
| Nanni 10’ Massa 58’ | Marcatori |  |

#### Secondo turno
| Arbitro: | Trinchieri (Reggio Emilia) |

|           |           |  |
| Nanni 88’ | Marcatori |  |

| Arbitro: | Reggiani (Bologna) |

|                                                        |           |             |
| Sormani 39’ Juliano 43’ Montefusco 47’, 85’ Macchi 73’ | Marcatori | 30’ Facchin |

| Arbitro: | Porcelli (Lodi) |

|  |           |                |
|  | Marcatori | 87’ G. Savoldi |

| Arbitro: | Michelotti (Parma) |

|                    |           |                  |
| Clerici 64’ (rig.) | Marcatori | 43’ (rig.) Nanni |

| Arbitro: | Branzoni (Pavia) |

|                                      |           |  |
| Gritti 38’ D'Amico 60’ Chinaglia 67’ | Marcatori |  |

| Arbitro: | Gialluisi (Barletta) |

|                |           |               |
| Ghetti 3’, 63’ | Marcatori | 15’ Chinaglia |

## Statistiche

### Statistiche di squadra
| Competizione | Punti | In casa | In casa | In casa | In casa | In casa | In casa | In trasferta | In trasferta | In trasferta | In trasferta | In trasferta | In trasferta | Totale | Totale | Totale | Totale | Totale | Totale | DR  |
| Competizione | Punti | G       | V       | N       | P       | Gf      | Gs      | G            | V            | N            | P            | Gf           | Gs           | G      | V      | N      | P      | Gf     | Gs     | DR  |
| ------------ | ----- | ------- | ------- | ------- | ------- | ------- | ------- | ------------ | ------------ | ------------ | ------------ | ------------ | ------------ | ------ | ------ | ------ | ------ | ------ | ------ | --- |
| Serie B      | 49    | 19      | 14      | 5       | 0       | 38      | 13      | 19           | 4            | 8            | 7            | 10           | 15           | 38     | 18     | 13     | 7      | 48     | 28     | +20 |
| Coppa Italia | 12    | 5       | 4       | 0       | 1       | 7       | 1       | 5            | 1            | 2            | 2            | 6            | 9            | 10     | 5      | 2      | 3      | 13     | 10     | +3  |
| Totale       |       | 24      | 18      | 5       | 1       | 45      | 14      | 24           | 5            | 10           | 9            | 16           | 24           | 48     | 23     | 15     | 10     | 61     | 38     | +23 |

### Statistiche dei giocatori
Nel conteggio delle reti realizzate si aggiungano due autoreti a favore in campionato.
| Giocatore      | Serie B  | Serie B | Coppa Italia | Coppa Italia | Totale   | Totale |
| Giocatore      | Presenze | Reti    | Presenze     | Reti         | Presenze | Reti   |
| -------------- | -------- | ------- | ------------ | ------------ | -------- | ------ |
| A. Abbondanza  | 25       | 7       | 5            | 0            | 30       | 7      |
| C. Bandoni     | 36       | -27     | 7            | -3           | 43       | -30    |
| A. Caroletta   | -        | -       | -            | -            | -        | -      |
| U. Catarci     | -        | -       | 1            | 0            | 1        | 0      |
| G. Chinaglia   | 34       | 21      | 7            | 5            | 41       | 26     |
| F. Cinquepalmi | -        | -       | -            | -            | -        | -      |
| V. D'Amico     | 1        | 0       | 5            | 1            | 6        | 1      |
| R. Di Vincenzo | 2        | -1      | 4            | -7           | 6        | -8     |
| A. Dolso       | 3        | 1       | 3            | 0            | 6        | 1      |
| C. Facchin     | 24       | 1       | 5            | 1            | 29       | 2      |
| M. Facco       | 32       | 1       | 8            | 0            | 40       | 1      |
| C. Fava        | 1        | 0       | 3            | 0            | 4        | 0      |
| G. Fortunato   | 23       | 0       | 9            | 0            | 32       | 0      |
| R. Gritti      | 13       | 1       | 7            | 1            | 20       | 2      |
| G. Legnaro     | 16       | 0       | 8            | 0            | 24       | 0      |
| P. Manservisi  | 2        | 0       | 4            | 1            | 6        | 1      |
| L. Martini     | 34       | 1       | 8            | 0            | 42       | 1      |
| G. Massa       | 38       | 12      | 6            | 0            | 44       | 12     |
| D. Masuzzo     | -        | -       | -            | -            | -        | -      |
| G. Moschino    | 26       | 1       | -            | -            | 26       | 1      |
| A. Moriggi     | -        | -       | -            | -            | -        | -      |
| F. Nanni       | 27       | -       | 9            | 3            | 36       | 3      |
| G. Oddi        | 9        | 0       | 8            | 0            | 17       | 0      |
| G. Papadopulo  | 31       | 0       | 5            | 0            | 36       | 0      |
| L. Polentes    | 28       | 0       | 3            | 0            | 31       | 0      |
| M. Vulpiani    | 1        | 0       | -            | -            | 1        | 0      |
| G. Wilson      | 38       | 0       | 10           | 0            | 48       | 0      |